# Francesc Rubiralta
Francesc Rubiralta Vilaseca (Manresa, de febrero de 1939 - Barcelona, 17 de noviembre de 2010) fue un empresario español, fundador de la compañía siderúrgica Celsa, multinacional de capital familiar, con más de 8.000 empleados en todo el mundo y uno de los productores de acero más importantes de Europa.

## Biografía
Nacido en Manresa, en febrero de 1939, Francesc Rubiralta pronto saldría de su ciudad. Estudió ingeniería industrial en la Universidad Politécnica de Cataluña y también asistió a las universidades Carnegie Mellon, Harvard y Stanford (Estados Unidos) y la IESE Business School de Barcelona.
Casado con Isabel Rubio Badia, del matrimonio nacieron cuatro hijos, Francisco (1977), Ignacio (1985), Carola (1986) y Anna (1989). Francesc Rubiralta murió en 2010 en Barcelona como consecuencia de una larga enfermedad.

## Trayectoria
Francesc Rubiralta y su hermano José María fundaron dos grandes empresas de propiedad familiar, la Compañía Española de Laminación (Celsa), dedicada a la industria del hierro y con su primera sede en San Andrés de la Barca (1967), e Izasa, el grupo de material hospitalario creado en 1966, que más tarde llegó a ser llamado Werfen. La empresa Celsa, una institución en la localidad de Castellbisbal, donde tiene su sede y que se especializó en la fabricación de acero con hornos eléctricos y con la chatarra como materia prima. El primer embrión de la empresa llegó a convertirse, 40 años más tarde, en una compañía multinacional con presencia en una decena de países.
Como consecuencia de las diferencias entre las dos familias, en 2006 los dos hermanos decidieron dividir el negocio, dejando para Francesc el Grupo Celsa, y para José María la compañía Werfen.
En 2008, el periódico El Mundo atribuye a Francesc Rubiralta una fortuna valorada en 2.200 millones de euros. Además, era benefactor del Gran Teatro del Liceo, del Instituto de Empresa Familiar (IEF) y con subvenciones en la Universidad Politécnica de Cataluña (UPC), el IESE Business School y el ESADE de Barcelona. En 1997 fue cofundador de la Fundación Adana para el tratamiento de TDAH, presidida por su esposa, Isabel Rubio Badia. Francesc Rubiralta, muerto en 2010 en Barcelona, fue sustituido por su hijo Francesc Rubiralta Rubió como presidente y CEO de Celsa.